# Литус, Александр Иванович
Александр Иванович Литус (укр. Олександр Іванович Літус, род. 9 мая 1967, Бровары, Киевская область, УССР) — украинский врач-дерматолог, главный дерматовенеролог Министерства здравоохранения Украины, доктор медицинских наук, профессор Национальной медицинской академии последипломного образования имени П. Л. Шупика. В 2008 году инициировал и основал Всеукраинскую общественную организацию «Украинская ассоциация псориаза». Главный редактор специализированного медицинского журнала «Дерматолог».

## Биография
Родился 9 мая 1967 года в городе Бровары Киевской области в семье ветеринара и педагога. 1968 году семья переехала в поселок Сухолучье Вышгородского района. В 1982 году окончил Сухолуцкую восьмилетнюю школу, а двумя годами позже Дымерскую среднюю школу.
Учась в Национальном медицинском университете имени А. А. Богомольца по специальности «Лечебное дело» (окончил в 1990 году), работал медбратом в Киевском научно-исследовательском институте отоларингологии (1988 год) и медбратом-анестезистом в больнице для учёных АН УССР (1989 год).

## Научная деятельность
В 1991 году закончил интернатуру по специальности «дерматовенерология». Пять лет спустя защитил кандидатскую диссертацию по специальности «кожные и венерические болезни» по теме «Особенности местного иммунитета при различных клинических формах хронического инфекционного простатита и патогенетически обусловленная терапия заболевания». В 2004 году защитил докторскую диссертацию по специальности «кожные и венерические болезни» по теме «Диагностика и терапия хронического простатита с учетом полиэтиологических механизмов развития и характера течения заболевания». В 2006 году прошёл курсы повышения квалификации при Международном институте менеджмента.
Автором 49-и печатных научных работ.

## Профессиональная деятельность
С 2008 года был профессором кафедры кожных и венерических болезней Ужгородского национального университета, а в 2012-м стал профессором Национальной медицинской академии последипломного образования имени П. Л. Шупика. Также был главным внештатным специалистом украинского Минздрава по специальности «дерматовенерология», советником министра здравоохранения Украины, советником президента Национальной академии медицинских наук Украины по вопросам инноваций, вице-президентом Украинской академии дерматовенерологии и её последующим президентом. 
Главный редактор медицинского журнала «Дерматолог».

## Общественная деятельность
В 2008 году основал Всеукраинскую общественную организацию «Украинская ассоциация псориаза»; в неё входят несколько тысяч как врачей, так и пациентов. 

## Международное сотрудничество
Инициатор и соучредитель Евро-Азиатской ассоциации дерматовенерологов; организатор и президент Первого международного конгресса Евро-Азиатской ассоциации дерматовенерологов Украины. Основатель и председатель научного комитета научно-практических конференций «Киевские дерматологические дни».